# 新罗人
新罗人是1世紀〜10世紀間居住於朝鮮半島南部的民族，也是新羅國的主體民族。

## 新羅民族的起源與成立
史書中多記載新罗为三韓後裔。在中國古代典籍中，最初不屬於東夷的範疇。论语疏云：“东有九夷：一玄菟，二乐浪，三高骊，四满饰（有人說是滿州人最早的名稱），五凫臾（扶餘），六索家，八倭人，九天鄙。”。 
新羅人其實是在朝鲜半岛東南辰韩部落發展的民族。早期有6个村庄和6个家族。现在朝鲜民族的基础是新罗人。

## 历史名人
- 崔致遠
- 强首
- 薛聪
- 金春秋